# Anthomyia taprobanensis
Anthomyia taprobanensis är en tvåvingeart som beskrevs av Ackland 1988. Anthomyia taprobanensis ingår i släktet Anthomyia och familjen blomsterflugor.
Artens utbredningsområde är Sri Lanka. Inga underarter finns listade i Catalogue of Life.